# سس توت‌فرنگی

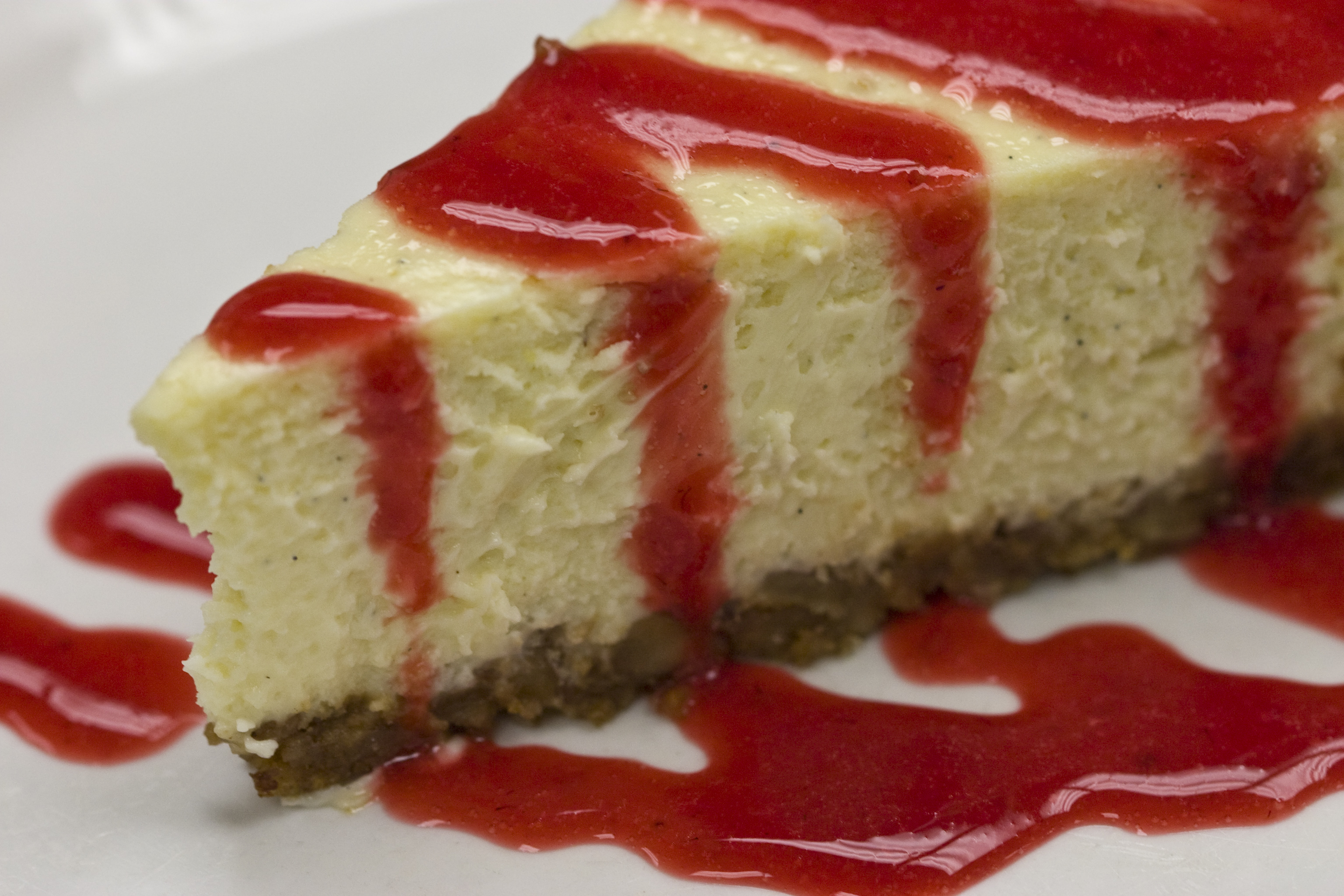
چیزکیک با سس توت فرنگی

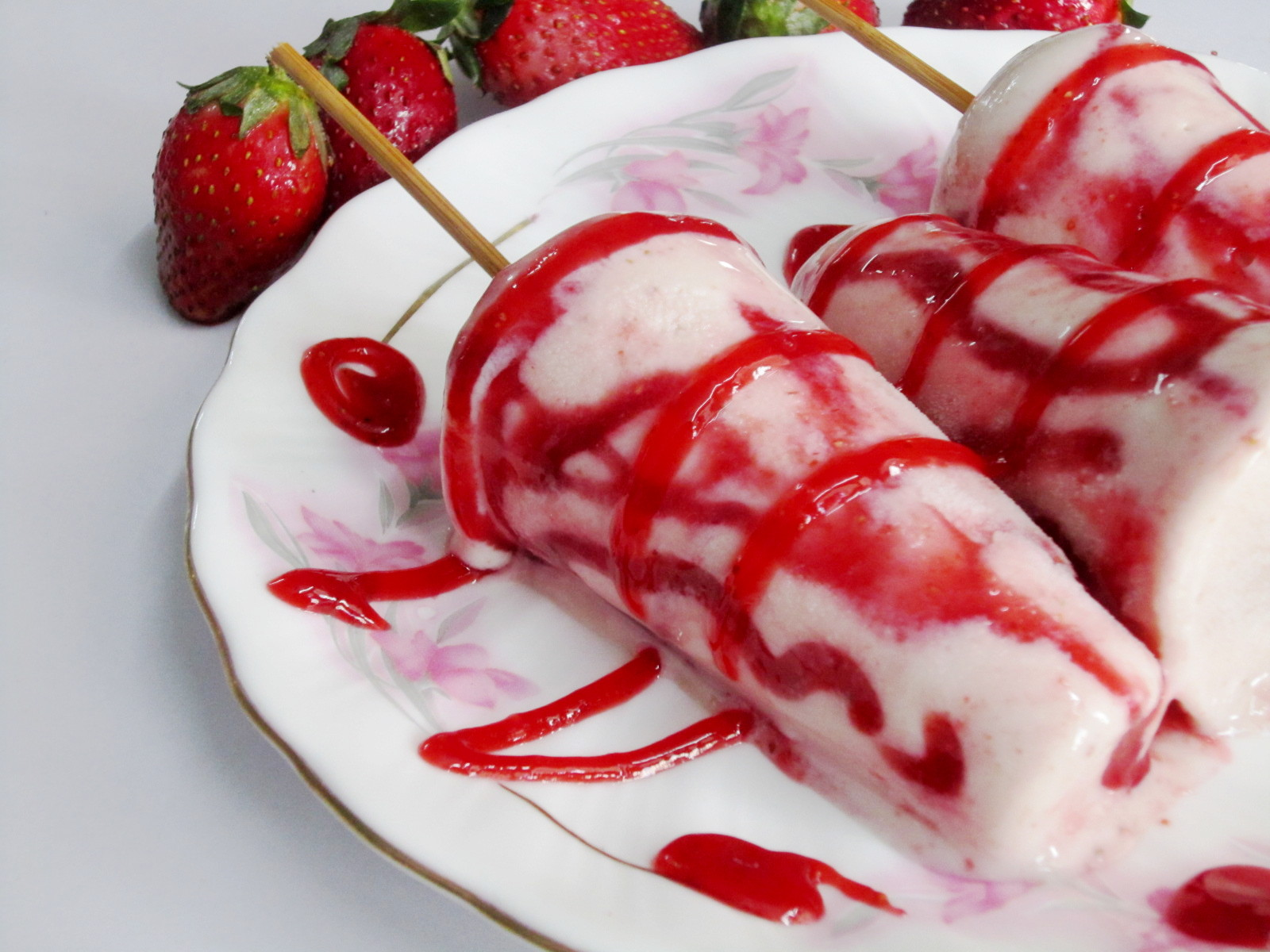
کولی با سس توت فرنگی

سس توت فرنگی یک سس آشپزی و کولی است که با استفاده از توت فرنگی به عنوان ماده اصلی تهیه می‌شود. معمولاً به عنوان سس دسر استفاده می‌شود، اگرچه می‌توان از آن در غذاهای شور نیز استفاده کرد. نسخه‌های ساده را می‌توان با استفاده از توت فرنگی و شکر مخلوط، خیس شده یا له شده به همراه مقداری نشاسته ذرت به عنوان غلیظ کننده تهیه کرد. این مخلوط ساده را می‌توان برای تلفیق طعم‌های مواد تشکیل داد و در صورت استفاده نشاسته ذرت غلیظ شد. گاهی از آب لیمو نیز به عنوان یک ماده تشکیل دهنده استفاده می‌شود در تهیه آن می توان از توت فرنگی تازه یا منجمد استفاده کرد. در تهیه آن می‌توان از توت فرنگی تازه یا منجمد استفاده کرد.
شربت توت فرنگی نوعی سس توت فرنگی است. این یک محصول غذایی تولید انبوه است که در ظروف و بطری‌های پلاستیکی بسته‌بندی می‌شود و در اختیار مصرف‌کنندگان، مشاغل و تولیدکنندگان مواد غذایی قرار می‌گیرد. این شربت در تولید نوشابه‌های توت فرنگی استفاده می‌شود.

## استفاده‌ها
سس توت فرنگی به عنوان سس دسر روی غذاهایی مانند کیک پنیر، بستنی، ساندی و کیک استفاده می‌شود.